# Epipocus cryptus
Epipocus cryptus es una especie de coleóptero de la familia Endomychidae.

## Distribución geográfica
Habita en México.